# Bisdom Roermond
Het bisdom Roermond (Latijn: Dioecesis Ruremundensis) is een van de zeven rooms-katholieke bisdommen in de Nederlandse kerkprovincie. Het bisdom staat ook bekend als het bisdom Limburg, niet te verwarren met het Duitse bisdom Limburg in Hessen.

## Geschiedenis

### Kerstening en eerste bisschoppen
Het gebied van en rond de huidige provincie Limburg, toentertijd onderdeel van de Romeinse provincie Germania Inferior, maakte wellicht al in de 3e en 4e eeuw kennis met het christelijk geloof vanuit het naburige Rijnland. Deze eerste kerstening was hoogstwaarschijnlijk oppervlakkig en zal vooral in de stedelijke nederzettingen plaatsgevonden hebben. 
Volgens de overlevering vormde vanaf ongeveer 320 de Civitas Tungrorum (met als hoofdstad het huidige Tongeren in België) een zelfstandig bisdom. De eerstbekende bisschop was de later als heilige vereerde Maternus, bisschop van Trier en Keulen en tevens beschouwd als eerste bisschop van Tongeren. Een andere bekende bisschop was Servatius, meestal aangeduid als Sint-Servaas, die de bisschopszetel eind 4e eeuw naar Maastricht zou hebben verplaatst, waar hij volgens Gregorius van Tours ook begraven werd.

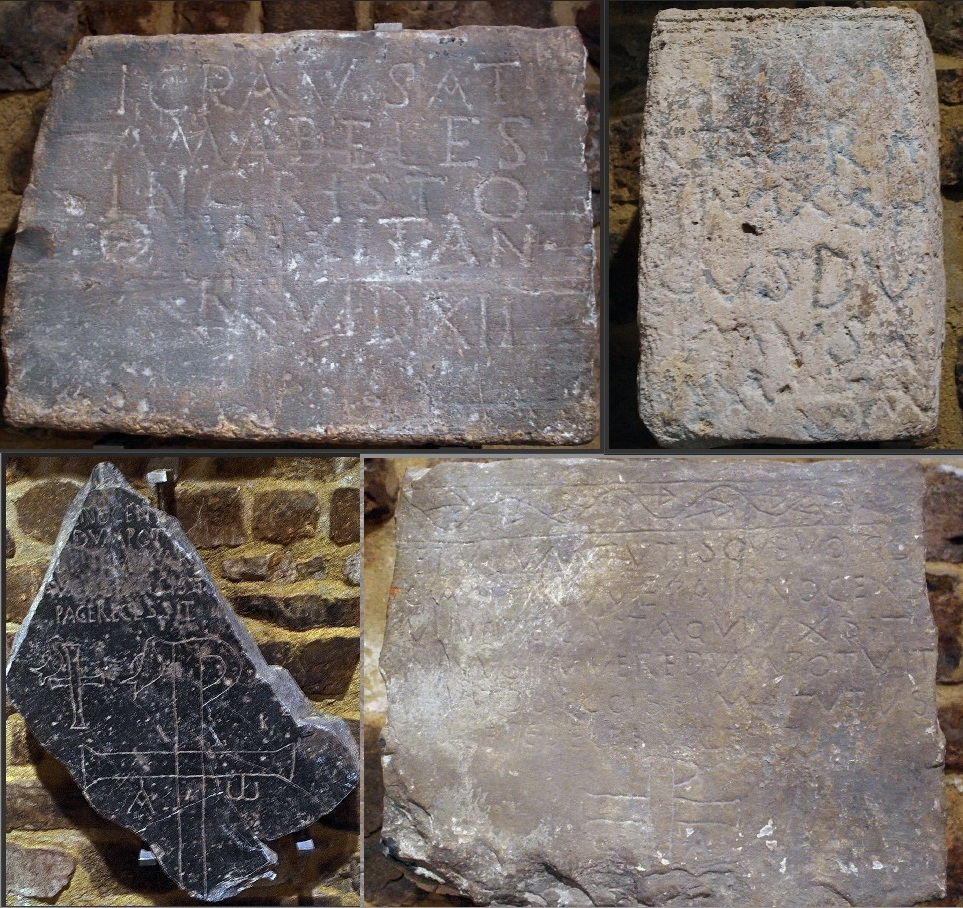
Vroeg-christelijke grafstenen (5e-6e eeuw), oostcrypte St-Servaaskerk, Maastricht

Het overgrote deel van de bevolking, vooral op het platteland, bleef 'heidens' en vereerde waarschijnlijk naast 'geïmporteerde' Romeinse goden vooral de goden van de Germaans-Keltische mythologie. Dit bleef waarschijnlijk ook zo in de roerige overgangstijd van het Romeinse rijk naar het Frankische Rijk. Spaarzame bewijzen van vroeg-middeleeuws christendom in deze regio zijn diverse aardewerkvondsten met christelijke motieven en een vijftal grafstenen met christelijke symbolen uit de 5e en 6e eeuw, die in en om de Sint-Servaasbasiliek in Maastricht zijn gevonden.
Een diepergaande kerstening vond plaats vanaf de 6e eeuw, toen diverse missiebisschoppen, vanaf Domitianus, met zekerheid in Maastricht zetelden. Andere bekende bisschoppen van Maastricht in de 6e, 7e en 8e eeuw waren de kerkenbouwers Monulfus en Gondulfus, de vooral in Vlaanderen actieve Amandus en de uit de lokale adel stammende Lambertus van Maastricht. Volgens de Luikse overlevering zou Hubertus van Luik de bisschopszetel omstreeks 720 verplaatst hebben naar Luik, nadat Lambertus, bisschop van circa 670 tot aan zijn dood (in 696, 700 of 705), daar vermoord was en die plaats steeds meer bedevaarders aantrok. Pas vanaf circa 835 staat vast dat de bisschoppen van Tongeren-Maastricht-Luik te Luik resideerden. In 980 stichtte Notger, een Frankische monnik en bisschop, het prinsbisdom Luik waar vanaf dat jaar de bisschoppen met zekerheid zetelden. 
In het huidige Noord- en Midden-Limburg missioneerden in de 8e eeuw Wiro en Plechelmus en Willibrordus. Ze stichtten de Abdij van Susteren en een kerk en klooster in Sint Odiliënberg, die als christelijke centra op het platteland fungeerden. Dit gebied behoorde vanaf de 10e eeuw eveneens tot het prinsbisdom Luik, met uitzondering van een gedeelte in het noorden dat de aartsbisschop van Keulen toebehoorde.
Roermond wordt in de Annales Rodenses voor het eerst genoemd in 1130. Het was toen een bezitting van het naburige klooster in Sint Odiliënberg. Na de oprichting in 1098 van de Orde der Cisterciënzers door Robert van Molesme die de abdij van Citeaux bouwde, werd er in 1224 in Roermond een cisterciënzervrouwenklooster gesticht, de Munsterabdij.

### Instelling van het eerste bisdom Roermond (1559)

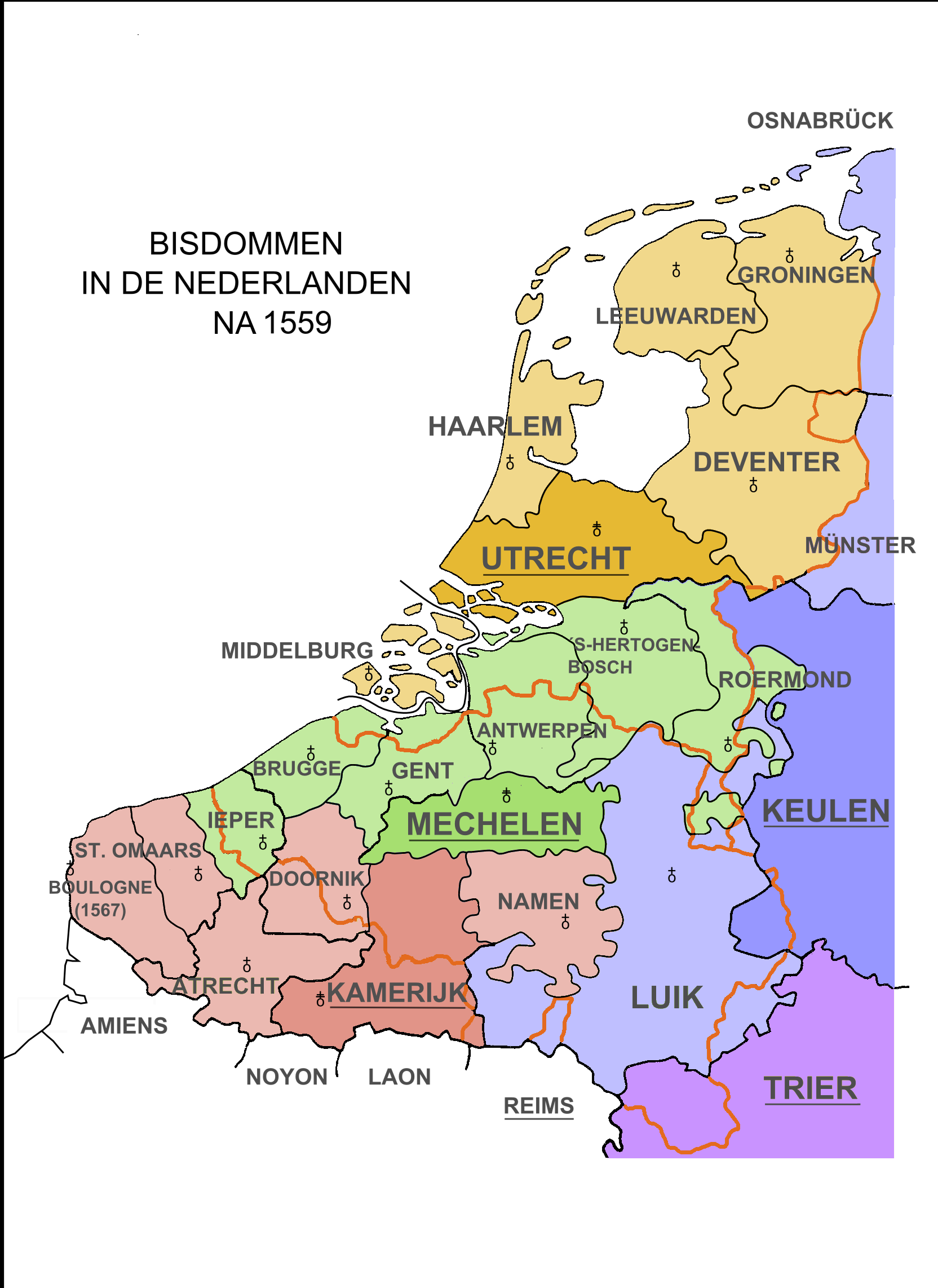
Bisdommen in de Nederlanden na 1559

Roermond bleef tot het bisdom Luik horen tot aan de reformatie van de 16e eeuw. Filips II van Spanje, de toenmalige machthebber van de Nederlanden, ging onder invloed van de politieke situatie over tot reorganisatie van de oude bisdommen die binnen de Bourgondische Kreits vielen. Een aantal gebiedsdelen van het huidige Limburg, met name de Luikse gebieden en enkele Keulse delen, gingen tot een nieuw bisdom behoren: Roermond. Op 12 mei 1559 werd dit eerste bisdom Roermond opgericht bij de publicatie van de pauselijke bul Super universas. Dit nieuwe bisdom ging niet behoren tot het tot aartsbisdom verheven bisdom Utrecht maar werd een onderdeel van de kerkprovincie aartsbisdom Mechelen. De eerste bisschop was Wilhelmus Lindanus (Willem van der Lindt). Het bisdom bestond uit een lappendeken aan gebiedsdelen, voornamelijk bestaande uit Spaans Gelre en het Land van Valkenburg, steeds doorkruist door gebieden die bleven toebehoren aan het bisdom Luik en het bisdom Keulen.

### Opheffing van het eerste bisdom (1801)
Op 29 november 1801 werd dit bisdom Roermond opgeheven onder invloed van de Franse bezetter die streefde naar grotere en meer overzichtelijke bestuurseenheden. Het grootste deel van het bisdom werd weer bij het bisdom Luik gevoegd. Het gedeelte van het bisdom dat deel uitmaakte van het Bataafs Gemenebest werd toegevoegd aan het apostolisch vicariaat Grave-Nijmegen. Dit vicariaat ging in 1853 van het opnieuw ingestelde bisdom 's-Hertogenbosch deel uitmaken.

### Instelling van het apostolisch vicariaat Limburg (1840)
Deze situatie duurde voort onder het Verenigd Koninkrijk der Nederlanden. Vanwege de verdeling van Limburg tussen Nederland en België na de Belgische Opstand van 1830 en het Verdrag van Londen (1839) was het noodzakelijk geworden om in de nieuwe Nederlandse provincie Limburg een eigen kerkelijk bestuur in te richten. Dat gebeurde op 18 december 1840 met de instelling van het apostolisch vicariaat Limburg, dat geografisch samenviel met de nieuwe provincie.

### Instelling van het tweede bisdom (1853)

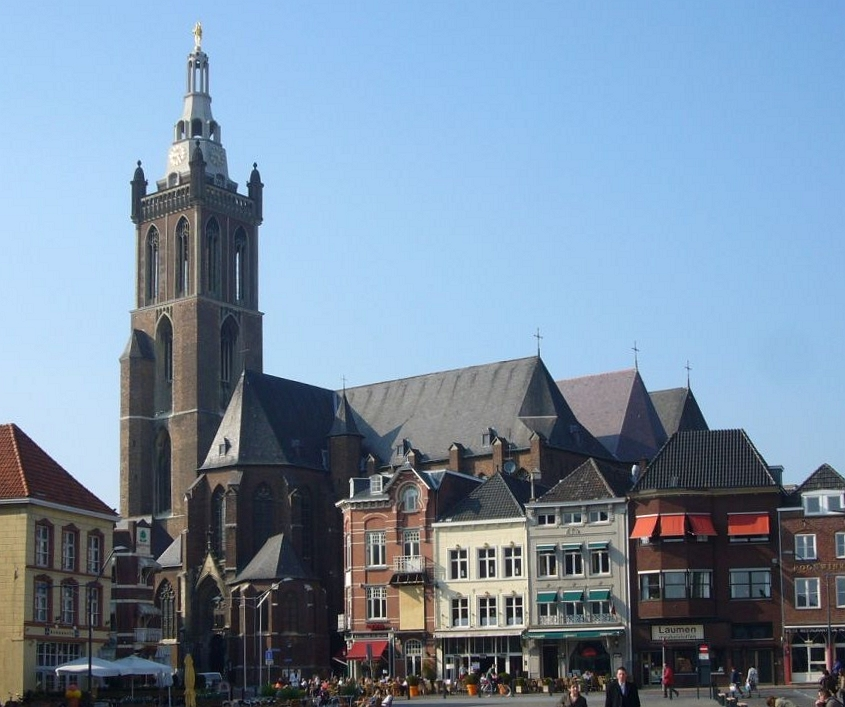
De Sint-Christoffelkathedraal in Roermond vanaf de Markt

In 1853, met het herstel van de bisschoppelijke hiërarchie in Nederland, werd het mogelijk om weer in heel Nederland bisdommen op te richten. Zo werd het vicariaat Limburg na dertien jaar herdoopt tot het tweede bisdom Roermond, ditmaal als onderdeel van de kerkprovincie aartsbisdom Utrecht die heropgericht was. 
Zo werd de oude zetel van Roermond uit 1559, die tot 1801 die stand had gehouden, hersteld en kon de Sint-Christoffelkerk in Roermond haar functie van kathedraal (bisschopskerk) na 52 jaar weer terugkrijgen, een functie die deze kerk sinds 1661 vervulde.

### Recente geschiedenis

#### Inkrimping
Door de voortschrijdende secularisatie is het kerkbezoek in het bisdom Roermond sterk verminderd. Gingen er in 2010 gemiddeld nog 59.300 Limburgers wekelijks ter kerke, in 2016 waren dat er nog 36.832, in 2022 nog maar 19.500. Ook het aantal kerken neemt gestaag af.. Tussen 1992 en 2023 sloten 75 kerken. Kerksluitingen deden zich vooral voor in naoorlogse uitbreidingswijken van steden. Dorpskerken werden zoveel mogelijk ontzien in verband met hun bindende rol binnen de dorpsgemeenschappen. Het aantal parochies bedroeg in 2016 nog 302, bediend door 145 priesters, 37 diakens en 4 pastoraal werkers. De meeste parochies werken samen in parochiefederaties, waarvan er anno 2023 circa vijftig zijn.
In verband met het verminderde kerkbezoek heeft het bisdom in recente jaren verschillende reorganisaties moeten doorvoeren. Het aantal dekenaten is in de laatste paar jaren teruggebracht van 24 naar 13. Zo fuseerden in 2008 de dekenaten Venray en Gennep, werden in 2009 en 2010 de dekenaten Meerssen en Brunssum opgeheven en fuseerden in 2012 de dekenaten Helden en Horst. De overgebleven dekenaten in het bisdom Roermond zijn in alfabetische volgorde: Gulpen, Heerlen, Horst, Kerkrade, Maastricht, Roermond, Schinnen, Sittard, Susteren, Thorn, Venlo, Venray en Weert. Overigens is het aantal dekenaten in het bisdom Roermond nog steeds groter dan in alle andere Nederlandse bisdommen bij elkaar.
Verder kampte het bisdom met een begrotingstekort door teruglopende inkomsten. Dit noopte bisschop mgr. Harrie Smeets ertoe in 2019 een kwart van het personeel van het bisdom te ontslaan en twee van de drie kantoorgebouwen te sluiten. Ook werden de diocesane pastorale dienst en de opleiding voor catechisten opgeheven.

#### Seksueel misbruik
Op 11 april 2014 erkende het bisdom dat de een jaar eerder overleden bisschop Joannes Gijsen tussen 1958 en 1961 twee minderjarige jongens misbruikte. Het was de eerste maal in de geschiedenis dat een klacht tegen een bisschop inzake seksueel misbruik door de katholieke kerk in Nederland gegrond verklaard werd. Bisschop Wiertz bood voor deze feiten zijn excuses aan de slachtoffers aan. Bij vonnis van 18 april 2018 besloot de rechtbank Gelderland evenwel dat de oordelen onzorgvuldig tot stand waren gekomen. De rechtbank liet zich niet uit over de schuld of onschuld van Gijsen. Wel wordt geconcludeerd dat in zijn zaken elementaire rechtsbeginselen zijn geschonden. Zo handelde de klachtencommissie in strijd met eigen regels, deed ze onvoldoende feitenonderzoek en ontbrak wederhoor. Een belangrijk verwijt van de rechtbank is dat de klachtencommissie genoegen heeft genomen met te karig bewijs. Eén klacht tegen Gijsen werd gegrond verklaard omdat er ook een andere, onbewezen klacht tegen de oud-bisschop was. De rechtbank vindt dat niet genoeg reden om een eerder afgewezen klacht alsnog ‘aannemelijk’ te achten. Enkele citaten uit het vonnis: 
"... deze gang van zaken is wel in strijd met het algemeen geldende rechtsbeginsel van hoor en wederhoor." [4.38]
"Daarnaast geldt dat ieder redelijk denkend beoordelaar, die zich bij zijn beoordeling niet alleen laat leiden door zijn empathie en mededogen met de klager c.q. eiser, maar ook door de elementaire beginselen van een methodologisch verdedigbare redenering, behoort in te zien dat twee op zichzelf niet te bewijzen feiten, die niet eens relevant met elkaar in verband staan, samen nog steeds geen enkel bewijs opleveren. Het desbetreffende college heeft in deze twee uitspraken een onvruchtbare en ondeugdelijke kruisbestuiving gebezigd." [4.48]
Omdat door het overlijden van de bisschop een rechtsgang voor eerherstel door de bisschop zelf niet meer mogelijk was, werd het proces aangespannen door de Stichting Sint Jan voor eerlijk proces. Deze stichting roept sinds 22 mei 2018 het bisdom op zijn verklaring over de gegrondverklaring van de klachten tegen wijlen mgr. Gijsen in te trekken.

#### Vacatie van de bisschopszetel
In juli 2023 trad de in 2018 benoemde bisschop Harrie Smeets wegens ernstige ziekte terug. Omdat hij niet in staat was om zijn pastorale taken te vervullen besloot hij conform canoniek recht om de bisschopszetel als 'verhinderd' te verklaren. Op 10 augustus 2023 verleende paus Franciscus hem ontslag als bisschop van Roermond, waarmee de bisschopszetel vacant werd. Tijdens deze sedisvacatie was vicaris-generaal René Maessen diocesaan administrator. Op 20 december 2023 overleed bisschop Smeets.

#### Benoeming nieuwe bisschop
Op 21 juni 2024 werd monseigneur Ron van den Hout, tot dan toe bisschop van Groningen-Leeuwarden, benoemd als bisschop van Roermond. Hij werd op zaterdag 24 augustus 2024 tijdens een viering in de Sint-Christoffelkathedraal als nieuwe bisschop van Roermond geïnstalleerd. Door plaats te nemen op de cathedra nam hij de bisschopszetel van Roermond in bezit en daarmee officieel het bestuur van het bisdom over. 

## Organisatie
Het huidige (tweede) bisdom Roermond bestaat sinds 1853 en was toen onderdeel van het herstel van de bisschoppelijke hiërarchie in Nederland. De omvang van het bisdom komt overeen met de grens van de provincie Limburg. Een nipte meerderheid van de Limburgse bevolking is katholiek, hoewel het aantal katholieken afneemt en slechts een klein deel van de katholieken kerkgaand is (zie Kerncijfers). Het bisdom bestaat uit dertien dekenaten en ruim 300 parochies. Het exacte aantal parochies is anno 2024 vanwege de vele fusies, parochieclusters en andere samenwerkingsverbanden moeilijk vast te stellen.
De kathedraal van het bisdom is de Sint-Christoffelkathedraal in Roermond en de verjaardag van de wijding van de kathedraal wordt gevierd op 3 september. Maria, de Onbevlekt Ontvangene is de patrones van het bisdom. De priesteropleiding van het bisdom wordt gegeven aan het Grootseminarie Rolduc in Kerkrade.
Het dagelijks bestuur van het bisdom wordt gevormd door de bisdomstaf, bestaande uit bisschop Ron van den Hout, sinds 24 augustus 2024, hulpbisschop (Everard de Jong) en hun vicarissen en medewerkers. Het kathedraal kapittel is het belangrijkste adviesorgaan van het bisdom. Binnen de organisatie werkt een priesterraad als senaat van de bisschop. De hoogste lekenfunctie binnen het bisdom is die van algemeen econoom.

## Kerncijfers
In 2008 bedroeg het aantal katholieken 817.000 (72,8% van de bevolking), 2% minder dan een jaar eerder. Ook het kerkbezoek nam verder af naar 36.640 kerkgangers op zondag. Dat is 3,3% van de Limburgse bevolking. In het bisdom Limburg loopt het aantal gelovigen harder terug dan in andere delen van het land. Per eind 2009 was 70% van de bevolking katholiek, 3% minder dan een jaar eerder, ook het aantal kerkgangers op zondag loopt steeds verder terug en bedroeg voor het jaar 2009 36.050 (3,2%). Eind 2012 waren er in het bisdom nog 700.000 katholieken. Het aantal kerkgangers op zondag bedroeg in dat jaar 27.300. Eind 2018 waren er nog 612.000 (54,5 %) katholieken. Het aantal kerkgangers op zondag was circa 20.500 (1,8 %) .

## Kloosters en bezinningscentra in het bisdom Roermond

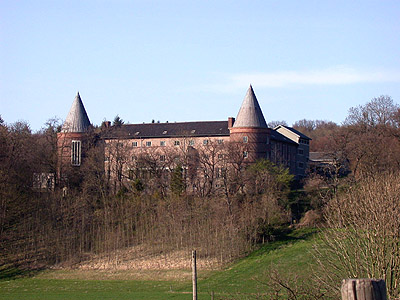
Abdij Sint-Benedictusberg in Vaals

De volgende kloosters en bezinningscentra bevinden zich in het bisdom:
- Abdij Sint-Benedictusberg, Mamelis bij Vaals (Benedictijnen)
- Abdij Lilbosch, Echt (Trappisten)
- De Beyart ("Broeders van Maastricht"), Klooster van de Zusters Onder de Bogen en Katholiek Evangelisatiecentrum De Kommel, alle drie te Maastricht
- Bezinningshuis Regina Carmeli, Sittard (moederhuis van de Karmelietessen van het Goddelijk Hart van Jezus)
- Priorij Regina Pacis, Valkenburg
- Priorij Nazareth, Tegelen
- Missiehuis St. Michaël, Heilig Hartklooster en Heilige Geestklooster, alle drie in Steyl
- Arnold Janssenklooster, Wahlwiller
- Klooster Sterre der Zee, Brunssum
- Sint-Elisabethklooster, Heythuysen
- Foyer de Charité Marthe Robin, Thorn
- Focolarebeweging
- Opus Dei
- Religieuze Familie Het Werk
- Gemeenschap Emmanuel
- Geloof en Licht
- Katholieke charismatische vernieuwing (KCV)
- Legioen van Maria
- Neokatechemunale Weg
- Gemeenschap Sant'Egidio
- Vormingscentrum SMA (Sociëteit voor Afrikaanse Missiën)
- Cursillo
- R.K. Marriage Encounter
- Maria Ter Engelen Kerkrade (Maria zu den Engeln FSSPX) (Centrum voor Tridentijnse Liturgie)

## Heiligen en gedenkdagen in het bisdom Roermond

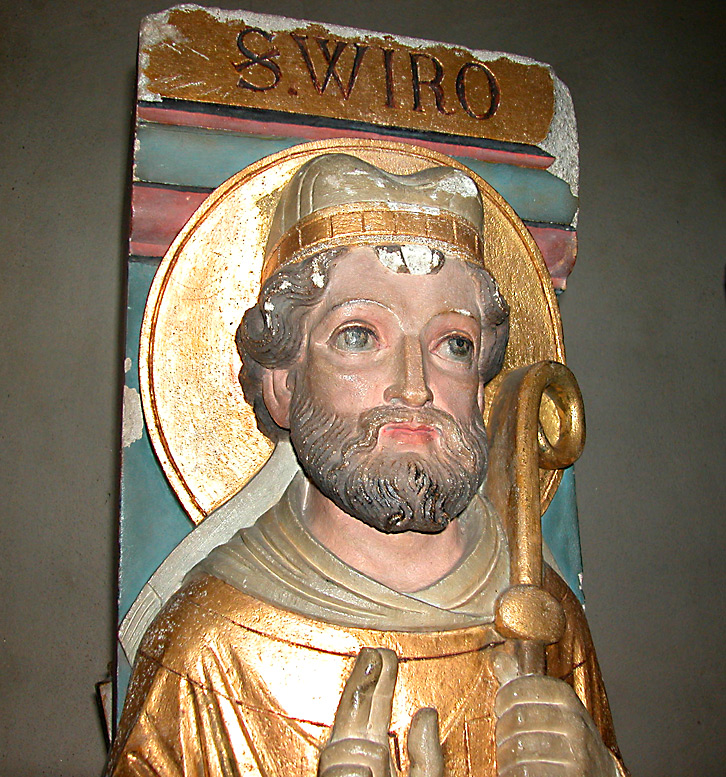
Detail reliëf van de H. Wiro

- H. Gerlachus, kluizenaar (5 januari, vrije gedachtenis)
- H. Pater Karel Houben (5 januari, vrije gedachtenis)
- HH. Wiro, Plechelmus en Otger, missionarissen (8 mei, vrije gedachtenis)
- H. Servatius, eerste bisschop van Maastricht (+384) (13 mei, feest)
- Alle HH. Bisschoppen van Maastricht (15 mei, vrije gedachtenis)
- Verjaardag van de wijding van de kathedraal (3 september, feest)
- H. Gregorius de Grote, paus en kerkleraar (4 september, verplichte gedachtenis)
- H. Lambertus, bisschop en martelaar (17 september, vrije gedachtenis)
- O.L. Vrouw, Sterre der Zee (10 oktober, vrije gedachtenis)
- H. Hubertus, bisschop (3 november, vrije gedachtenis)
- Onbevlekte Ontvangenis van Maria (8 december, hoogfeest)